# Curiosité (faculté)
Pour les articles homonymes, voir curiosité.
« Curieuse » redirige ici.  Pour les autres significations, voir Curieuse (homonymie).

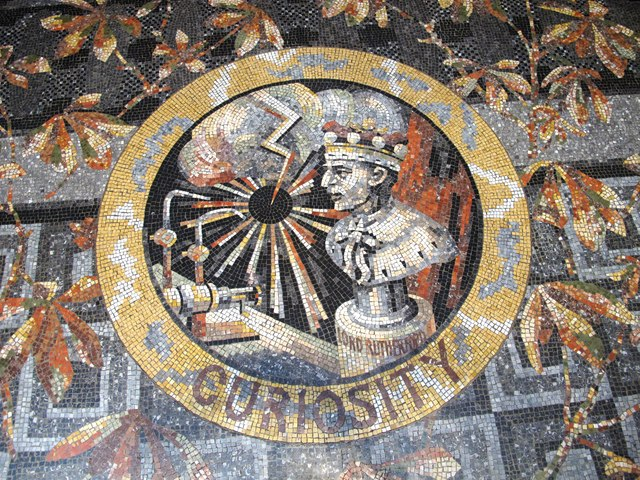
Boris Anrep, La Curiosité (incarnée par le physicien Ernest Rutherford), 1952, National Gallery.

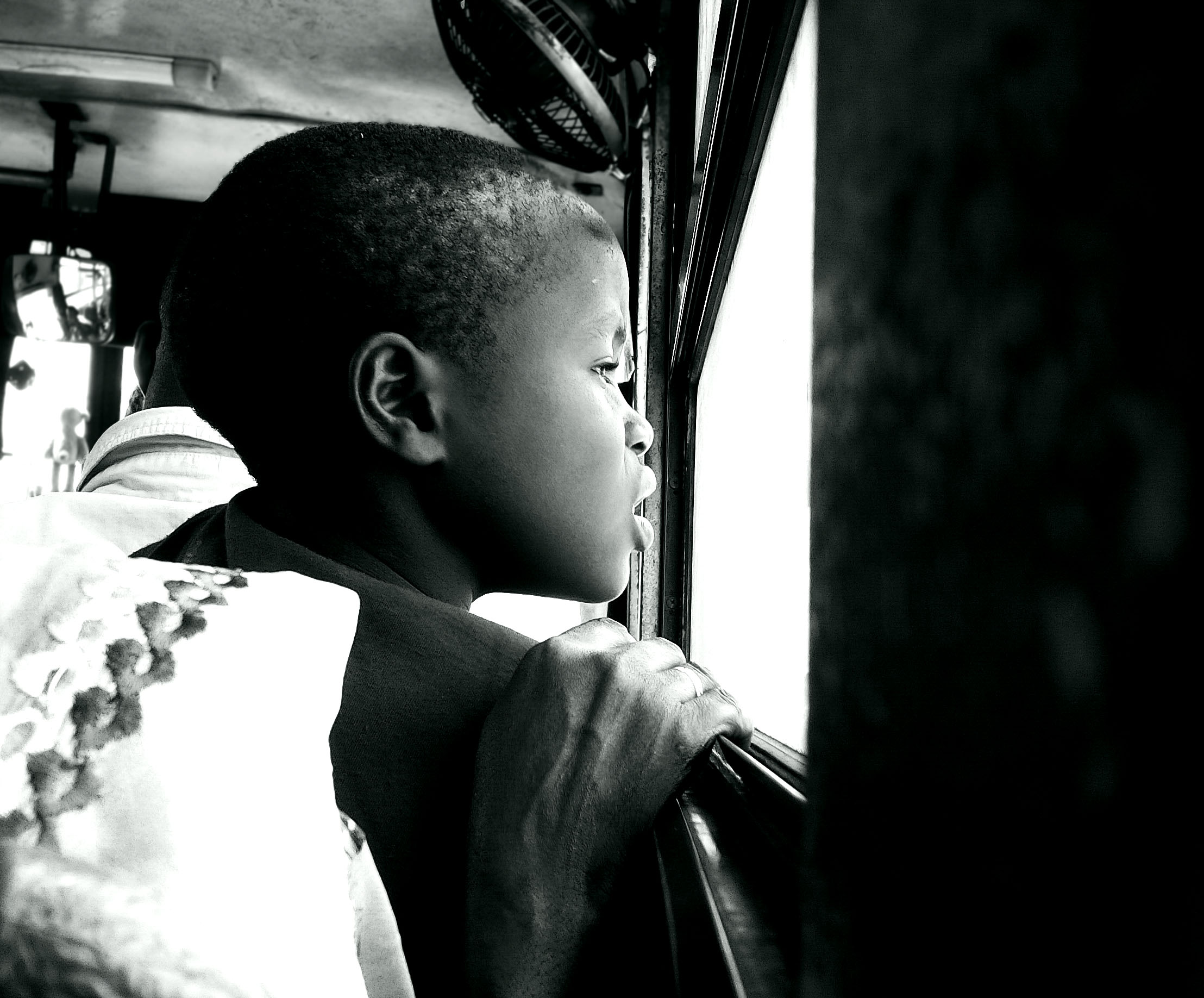
Un enfant curieux.

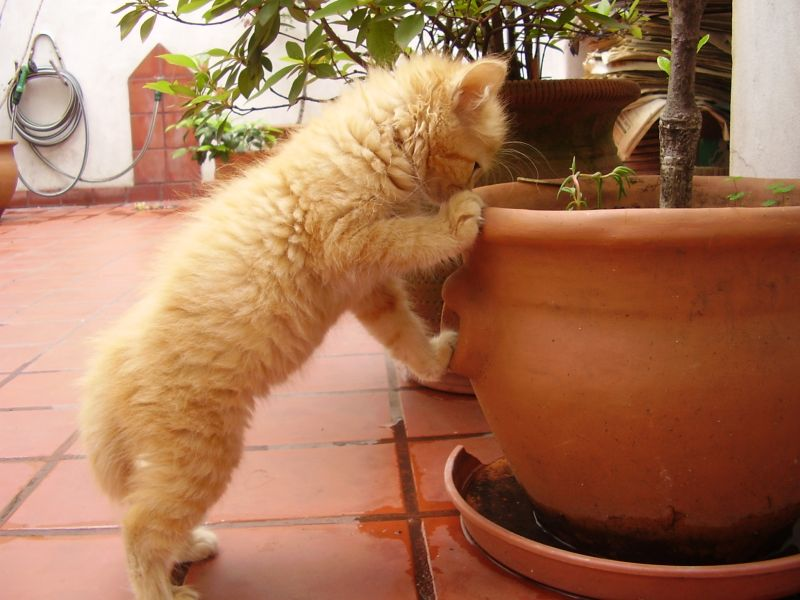
Mais que peut-il donc y avoir à l'intérieur ?

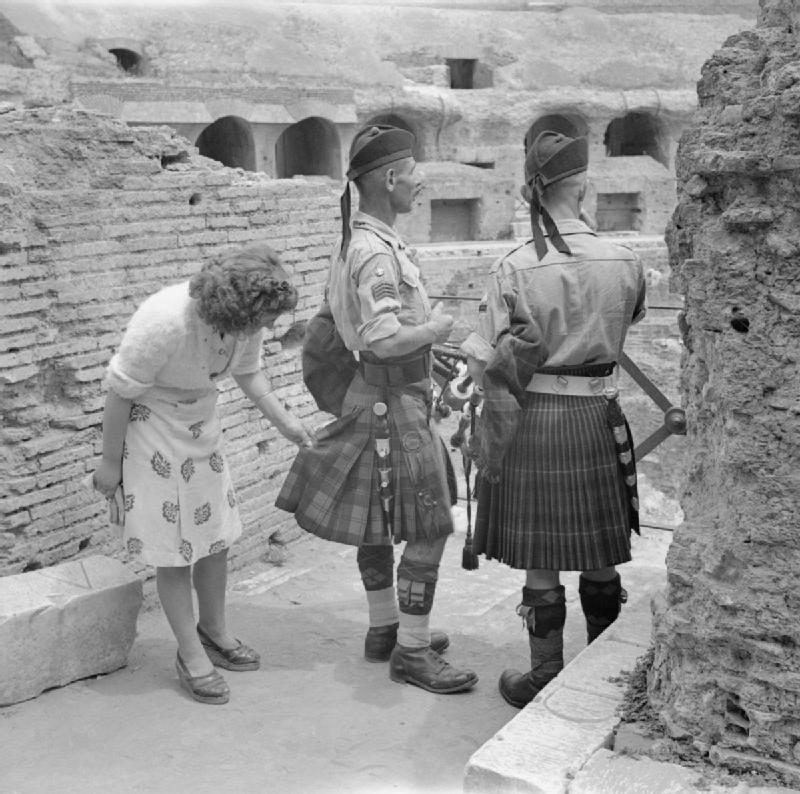
Le 6 juin 1944, à Rome où sont entrés depuis peu les Alliés, au Colisée, une femme italienne examine avec curiosité les kilts de deux cornemuseurs-majors.

La curiosité est une attitude de disponibilité et/ou d'intérêt à l'égard d'un sujet ou d'un phénomène donné. Elle peut être un trait de caractère, présente en toute occasion, ou se manifester dans des circonstances particulières.
Elle est considérée comme positive par la science et sa recherche, lorsqu'elle aide à l'intelligibilité du monde.
Un dicton français, La curiosité est un vilain défaut, rappelle qu'en société le désir de connaissance qui nourrit la curiosité peut parfois heurter les sensibilités ou les intérêts d'autrui et être ressenti comme gênant ou envahissant en fonction des codes sociaux :
- en France, il est généralement mal vu de demander l'âge d'une femme ;
- il est également mal vu de demander le montant de son salaire à quelqu'un qu'on ne connaît pas, ce qui n'est pas le cas, par exemple, en Chine.

Thomas d'Aquin opposait d'ailleurs la curiosité à la studiosité, la première étant considérée comme un vice, la seconde comme une vertu.
Dans une certaine mesure, le mythe d'Icare, qui se noie dans la mer Égée pour s'être trop approché du soleil, illustre les dangers d'une curiosité extrême qui se traduit par une quête inconditionnée de la vérité.

## Recherche
- 2007. L'étude des mésanges charbonnières vient encore une fois confirmer les études de Bart Kempenaers, qui évoquait le fait qu'une augmentation de concentration en récepteur D4 de la dopamine dans le cerveau allait de pair avec un accroissement de curiosité chez l'animal[2].
- Duvigneau Franck, Expérience auto-éco-formatrice et acquisition d'éco-savoir : approche ethnométhodologique des interactions vécues organisme / environnement réalisée auprès de trois acteurs de l'éducation à l'environnement, D.U.H.E.P.S., Université François-Rabelais, Tours 2007, 361p.(http://www.applis.univ-tours.fr/scd/Sufco/2007SEF_DUHEPS_Duvigneau_Franck.pdf)